# Le Kremlin-Bicêtre
Le Kremlin-Bicêtre település Franciaországban, Val-de-Marne megyében. Lakosainak száma 23 678 fő (2022. január 1.). Le Kremlin-Bicêtre Párizs, Ivry-sur-Seine, Arcueil, Gentilly és Villejuif községekkel határos.

## Népesség
A település népessége az elmúlt években az alábbi módon változott:
| Lakosok száma | 25 863 | 25 640 | 25 422 | 25 334 | 24 850 | 24 971 | 24 513 | 24 380 | 23 678 |
|               | 2013   | 2015   | 2016   | 2017   | 2018   | 2019   | 2020   | 2021   | 2022   |